# Nanarup Beach
Nanarup Beach ist ein Sandstrand im Süden des australischen Bundesstaats Western Australia. Er liegt bei dem Ort Nanarup im Two Peoples Bay Nature Reserve.
Der Strand ist 5,2 Kilometer lang und bis zu 40 Meter breit. Er öffnet sich in Richtung Norden. Der Strand ist nur zu Fuß oder mit Vierradantrieb zu erreichen.
Nanarup Beach wird nicht von Rettungsschwimmern bewacht.